# スニークプレビュー
スニークプレビュー (sneak preview) とは、下記にあるような意味で用いられる。

## 内覧会
展覧会や施設などの一般公開前（正式オープン前）に行われる内覧会のことである。

## 覆面試写会
映画の題名、内容、監督、出演者などを一切知らせず行う試写会のことである。ここでの観客の反応によっては、編集や撮り直しをして内容を改めることもあるという。「スニーク」とは「こっそりとする」や「予告なしの」という意味がある。

## その他の意味
上記以外では、ユニバーサル・スタジオ・ジャパンや東京ディズニーリゾート（東京ディズニーランド・東京ディズニーシー）において、ショーやパレード、アトラクションが正式スタートとなる前に実施する公開リハーサル（場合によっては報道関係者向け）のことを指す場合がある。
また、サプライズというニュアンスで使われることもある。